# Avast Secure Browser
Avast Secure Browser je webový prohlížeč vlastněný společností Avast Software s.r.o.
Je zahrnut v instalaci softwaru Avast Antivirus od roku 2016, ale má i svoji vlastní stránku, kde je zdarma ke stažení. Dostupný je na platformách Windows, MacOS, Android a iOS.